# 二分埔
二分埔，原寫為二份埔，是臺灣臺中市北屯區的一個傳統地域名稱，位於該區西南部，地名來自當地最大姓氏賴姓對土地的劃分方式。相較於今日行政區，其範圍大致包括平陽里不含西北端、平和里不含西南端、平德里、平安里不含西南端、平心里、平福里、平順里、平興里、平田里不含東南端、平昌里不含東南部，以及北區賴興里東北部、北區梅川里東北部邊界地帶、北區頂厝里北端。

## 歷史
該地名來自當地最大姓氏賴姓對土地的劃分方式。清治雍正、乾隆年間賴姓先祖由福建省漳州府平和縣心田鄉渡海來台，其第十五世賴雲從定居於三十張犁（今北屯區）以墾荒維生，家業興旺。後賴家將尚未開墾之荒地依三比二的比例劃分為兩個庄，分別稱為三分埔及二分埔。
清治末期至日治初期，二分埔地區為一街庄，稱為「二份埔庄」，隸屬於捒東下堡。該庄北與三份埔庄為鄰，東北與舊社庄為鄰，東南與三十張犁庄為鄰，南邊為邱厝仔庄，西南邊為賴厝廍庄，西北邊為水湳庄。
1901年（日治明治三十四年）11月，全台廢縣廳改設二十廳，該庄隸屬於臺中廳。1903年（明治三十六年）6月，該庄編入「二份埔區」，隸屬於臺中廳。1909年（明治四十二年）10月，合併二十廳為十二廳，該庄改編入「三十張犁區」，仍隸屬於臺中廳。1920年（大正九年），全台地方制度大改正，廢十二廳改設五州二廳，該庄改制並雅化為「二分埔」大字，隸屬於臺中州大屯郡北屯庄。
戰後北屯庄改制為北屯鄉，隸屬於臺中縣，大字亦改制為村。1947年（民國36年）2月，北屯鄉併入臺中市改稱北屯區，村亦改制為里。1950年（民國39年）10月，中、彰、投分治，北屯區仍隸屬臺中市。2010年（民國99年）12月，臺中縣市合併為直轄臺中市，北屯區隸屬不變。
經由曾當選北屯區好人好事代表的賴明聰發起，2002年（民國91年）在文心路及昌平路口（二分埔之地理中心）設置「二分埔紀念碑」，碑身記載在地的開發史。該碑並於元保宮保生大帝出巡二分埔的日子（該年國曆4月26日）揭幕，由時任市長胡志強、議員民哲、北屯區長、平和、平順、平德、平田、平安里等各里長、賴明聰等人進行，儀式後眾人前往臺中廣天宮上香祈求市運昌隆、市庫充實、樂透彩頭獎於臺中開出。
除紀念碑之外，該地區尚有文心、文昌、四維等三座鄉土文化意象陸橋，共同組成「二分埔鄉土文化走廊」。

## 聚落
本地區發展較早的聚落有二份埔、頭張、田尾等，在日治期初期的官方地圖上已有記載。

## 交通
軌道交通部分，台中捷運綠線在二分埔設置有四維國小站，該站並以「二分埔」作為副站名。台鐵山線大致以北偏東－南偏西走向經過三分埔地區東北端邊界外不遠處。北側最近的車站是潭子車站，屬三等站，僅停靠區間車及區間快車；南側最近的是太原車站，屬乙種簡易站，僅停靠區間車。由此等可前往台鐵沿線各站。
公路交通部分，省道台3線（北屯路）俗稱「內山公路」，是臺北至屏東的幹道，大致以北北東—南南西走向轉北向南經過本地區東北端，並位於鐵路西側。由該道路向北北東轉北可前往潭子、豐原、石岡、東勢等地，向南轉南南西可前往北屯市區、台中市區、大里、霧峰等地。

## 學校
- 崇德國中
- 文心國小
- 文昌國小（北端一小部分）
- 四維國小（西北端一小部分）

## 文化資產
- 積善樓（市定古蹟）

## 民俗活動
二分埔區域內的平順里、平心里、平福里等三里原本皆為農田、甘蔗園，有插土地公杖敬拜土地公之習俗，所謂「土地公杖」指的是以一根芒草將土地公金、三炷香綁在竹竿上，做成拐杖之形狀，將其插在田中有感謝土地公庇佑農作豐收、鎮壓邪魔之意。為了慶祝土地公聖誕、為里民祈福、傳承傳統民俗，三個里自民國102年（2013年）開始聯合舉辦「順心福」中秋節插土地公杖繞境活動。以民國108年（2019年）為例，時任北屯區長李印欽、平福里長張振治、平心里長陳文欽、平順里長賴錫鏗分別裝扮為福、祿、壽、喜4位土地公，與裝扮的嫦娥、月下老人、報馬仔及50多位民眾從臺中民俗公園出發繞行三里街頭，途中於平順里福德祠、3個里辦公處各插下一根土地公杖，於三里共同信仰的二份埔福德祠則插下三根，最後眾人回到民俗公園品嘗仙草及芋頭米粉湯，公園舞台也安排客家歌舞、國樂團演奏、薩克斯風等表演。
由於三里目前已都市化，尋找芒草不易，故該活動以竹子節上的細枝代替芒草，綁的香則增加為6炷。

## 宗教場所
道教及民間信仰
- 平順里、平心、平福里二份埔福德祠[7]
- 平順里福德祠
- 平昌里、平田二分埔福德宮[8]
- 平安里福德祠
- 平興里遼寧福德祠

佛教
- 台中慈善寺（前身為慈善堂，又稱二分埔齋堂）

## 註解
1. ↑  擁有同樣地名起源的鄰庄三分埔則於2003年（民國92年）設立紀念碑，發起人亦為賴明聰，設置地點為松竹路與昌平路口的小公園內。[3]